# Слідчі дії
Слідчі (розшукові) дії є діями, спрямованими на отримання (збирання) доказів або перевірку вже отриманих доказів у конкретному кримінальному провадженні.
Порядок проведення слідчих дій закріплено Кримінальним процесуальним кодексом України (глави 20, 21 Розділу ІІІ), Інструкцією про організацію проведення негласних слідчих (розшукових) дій та використання їх результатів у кримінальному провадженні.
Підставами для проведення слідчої (розшукової) дії є наявність достатніх відомостей, що вказують на можливість досягнення її мети.
Слідчі дії проводяться слідчими органів досудового розслідування. У слідчих діях також беруть участь прокурор, слідчий суддя, підозрюваний, обвинувачений, захисник, потерпілий — у межах їх прав і повноважень, визначених КПК.
Слідчі дії фіксуються протоколом, фото-, відеозйомкою, та в інший спосіб.

## Види слідчих дій
Існує декілька класифікацій слідчих дій — як вироблених наукою кримінального процесу (доктринальних), так і передбачених законом (легальних).
Залежно від джерел отриманої інформації слідчі дії поділяються на:
а) спрямовані на отримання інформації від людей (допит, пред'явлення для впізнання та деякі інші);
б) спрямовані на отримання інформації від матеріальних об'єктів (огляд, обшук, експертиза та подібні);
в) спрямовані на отримання інформації як від матеріальних об'єктів, так і від людей (слідчий експеримент).
За особливостями процесуальної форми провадження слідчі дії можуть бути поділені на такі, які провадяться:
1) за постановою слідчого, прокурора або без неї (допит);
2) з санкції слідчого судді (обшук житла) і без такої;
3) за участю двох незаінтересованих осіб (понятих) (пред'явлення особи, трупа чи речі для впізнання) і без них;
4) з обов'язковою участю фахівця (допит малолітнього) і без його участі або за його участю на розсуд слідчого;
5) особою однієї статі з іншими учасниками (освідування) та будь-якими особами, що провадять розслідування в передбаченому порядку.
Слідчі дії за послідовністю проведення можуть бути поділені на:
А) Первинні і повторні. Наприклад, первинна і повторна експертиза. Повторну експертизу проводять у разі необґрунтованості висновку експерта, якщо є сумніви у його правильності.
Б) Невідкладні та інші. Огляд місцевості (місця події), наприклад, завжди має характер невідкладної слідчої дії, а слідчий експеримент, навпаки, проводиться в певний, визначений слідчим час, або ж не проводиться взагалі. Невідкладність проведення певної слідчої дії може виявитися не тільки на початку розслідування, а й у ході подальшого його провадження. Наприклад, достатні підстави для проведення обшуку на квартирі знайомої обвинуваченого виникли лише після допиту одного з співучасників злочину;
В) Основні та додаткові. Наприклад, після відтворення обстановки й обставин події злочину може виникнути потреба в проведенні додаткового допиту потерпілого, обвинуваченого чи проведенні додаткової експертизи.
Кримінальний процесуальний кодекс України передбачає дві широкі групи слідчих дій:
1) традиційні слідчі дії: огляд (стаття 237), включаючи огляд трупа (ст. 238), огляд трупа, пов'язаний з ексгумацією (ст. 239); допит, у тому числі одночасний допит двох чи більше вже допитаних осіб, який раніше йменувався очною ставкою (статті 224—226); пред'явлення для впізнання (стаття 228—231), обшук (стаття 233—236), слідчий експеримент (стаття 240), освідування (стаття 241), отримання зразків для експертного дослідження (стаття 245), провадження  експертизи (стаття 241—244); зняття показань з технічних засобів фото-, кінозйомки чи відеозапису (ст. 245-1 КПК України).
2) негласні слідчі (розшукові) дії: аудіо-, відеоконтроль особи, зняття  інформації з електронних інформаційних систем і т. д.
Негласні слідчі (розшукові) дії, як визначено в ст. 246 КПК України, — це різновид слідчих (розшукових) дій, відомості про факт та методи проведення яких не підлягають розголошенню, за винятком випадків, передбачених законом.
Система негласних слідчих (розшукових) дій складається з двох блоків.
До першого блоку належать слідчі дії, які пов'язані з втручанням у приватне спілкування:
1) аудіо-, відеоконтроль особи (ст. 260);
2) арешт, огляд та виїмка кореспонденції (ст. 261—262);
3) зняття інформації з транспортних телекомунікаційних мереж (ст. 263);
4) зняття інформації з електронних інформаційних систем (ст. 264).
До другого блоку негласних (слідчих) належать інші негласні слідчі (розшукові) дії:
1) обстеження публічно недоступних місць, житла чи іншого володіння особи (ст. 267);
2) установлення місцезнаходження радіоелектронного засобу (ст. 268);
3) спостереження за особою, місцем або річчю (ст. 269);
4) аудіо-, відеоконтроль місця (ст. 270);
5) моніторинг банківських рахунків (ст. 269-1);
6) контроль за вчиненням злочину (ст. 271);
7) виконання спеціального завдання з розкриття злочинної діяльності організованої групи чи злочинної організації (ст. 272);
8) негласне отримання зразків, необхідних для порівняльного дослідження.
У той же час контроль за вчиненням злочину включає в себе ще одну підсистему негласних слідчих (розшукових), які до цього регулювались  як оперативно-розшукові заходи і комбінації. Так, відповідно до ст. 271 КПК України: "Контроль за вчиненням злочину може здійснюватися у випадках наявності достатніх підстав вважати, що готується вчинення або вчиняється тяжкий чи особливо тяжкий злочин, та проводиться в таких формах: 
1) контрольована поставка; 
2) контрольована та оперативна закупка; 
3) спеціальний слідчий експеримент; 
4) імітування обстановки злочину.

### Гласні слідчі дії

#### Допит
- Допит свідка
- Допит потерпілого
- Допит підозрюваного
- Допит обвинуваченого.

Окремі види допиту проводяться з особливостями, передбаченими КПК:
- Допит малолітньої особи
- Допит неповнолітньої особи.

Допит не може продовжуватися без перерви понад дві години, а в цілому — понад вісім годин на день.

#### Пред'явлення для впізнання
- Пред'явлення особи для впізнання
- Пред'явлення речей для впізнання
- Пред'явлення трупа для впізнання

#### Обшук
- Обшук житла особиПід житлом особи розуміється будь-яке приміщення, яке знаходиться у постійному чи тимчасовому володінні особи, незалежно від його призначення і правового статусу, та пристосоване для постійного або тимчасового проживання в ньому фізичних осіб, а також всі складові частини такого приміщення. Не є житлом приміщення, спеціально призначені для утримання осіб, права яких обмежені за законом.
- Обшук іншого володіння особиПід іншим володінням особи розуміються транспортний засіб, земельна ділянка, гараж, інші будівлі чи приміщення побутового, службового, господарського, виробничого та іншого призначення тощо, які знаходяться у володінні особи.

Обшук проводиться на підставі ухвали слідчого судді.

#### Огляд
- Огляд місцевості
- Огляд приміщення
- Огляд речей
- Огляд документів
- Огляд трупа
  - Огляд трупа, пов'язаний з ексгумацією

Огляд житла чи іншого володіння особи здійснюється згідно з правилами, передбаченими для обшуку житла.
Ексгумація трупа здійснюється за постановою прокурора.

#### Слідчий експеримент
Слідчий експеримент проводиться шляхом відтворення дій, обстановки, обставин певної події, проведення необхідних дослідів чи випробувань.

#### Освідування особи
На відміну від огляду місця події, об'єктом освідування є жива людина. Освідування проводиться для виявлення на тілі слідів кримінального правопорушення або особливих прикмет у тому разі, якщо не потрібно проводити судово-медичну експертизу.
- Освідування підозрюваного
- Освідування свідка
- Освідування потерпілого.

Освідування здійснюється на підставі постанови прокурора та, за необхідності, за участю судово-медичного експерта або лікаря. Освідування, яке супроводжується оголенням освідуваної особи, здійснюється особами тієї ж статі, за винятком його проведення лікарем і за згодою особи, яка освідується. При освідуванні не допускаються дії, які принижують честь і гідність особи або небезпечні для її здоров'я.

#### Призначення експертизи
Експертиза проводиться експертом за зверненням сторони кримінального провадження або за дорученням слідчого судді чи суду, якщо для з'ясування обставин, що мають значення для кримінального провадження, необхідні спеціальні знання. Не допускається проведення експертизи для з'ясування питань права.
Зняття показань з технічних засобів фото-, кінозйомки чи відеозапису — нова слідча дія, яка регламентована ст. 245-1 КПК України. Проводиться на основі постанови слідчого чи прокурора та полягає в одержанні слідчим, прокурором від особи, яка є власником або володільцем відповідних приладів або засобів, копій фото- або кінозйомки, відеозапису, здійснених у публічно доступних місцях, у тому числі в автоматичному режимі, за виключенням місць, що відносяться до приватних помешкань осіб.

### Негласні слідчі (розшукові) дії
Негласні слідчі (розшукові) дії — це різновид слідчих (розшукових) дій, відомості про факт та методи проведення яких не підлягають розголошенню, за винятком випадків, передбачених КПК.
Рішення про проведення негласних слідчих (розшукових) дій приймає слідчий, прокурор, а у випадках, передбачених КПК, — слідчий суддя.

#### Втручання у приватне спілкування
Втручанням у приватне спілкування є доступ до змісту спілкування за умов, якщо учасники спілкування мають достатні підстави вважати, що спілкування є приватним. Різновидами втручання в приватне спілкування є:
- аудіо-, відеоконтроль особи;
- арешт, огляд і виїмка кореспонденції;
- зняття інформації з транспортних телекомунікаційних мереж;
- зняття інформації з електронних інформаційних систем.

Ніхто не може зазнавати втручання у приватне спілкування без ухвали слідчого судді.
Втручання у приватне спілкування захисника, священнослужителя з підозрюваним, обвинуваченим, засудженим, виправданим заборонене.

#### Обстеження публічно недоступних місць, житла чи іншого володіння особи
Публічно недоступним є місце, до якого неможливо увійти або в якому неможливо перебувати на правових підставах без отримання на це згоди власника, користувача або уповноважених ними осіб. Слідчий має право обстежити публічно недоступні місця, житло чи інше володіння особи шляхом таємного проникнення в них, у тому числі з використанням технічних засобів.

#### Установлення місцезнаходження радіоелектронного засобу
Установлення місцезнаходження радіоелектронного засобу є негласною слідчою (розшуковою) дією, яка полягає в застосуванні технічних засобів для локалізації місцезнаходження радіоелектронного засобу, у тому числі мобільного терміналу систем зв'язку, та інших радіовипромінювальних пристроїв, активованих у мережах операторів рухомого (мобільного) зв'язку.

#### Спостереження за особою, річчю або місцем
Для пошуку, фіксації і перевірки під час досудового розслідування тяжкого або особливо тяжкого злочину відомостей про особу та її поведінку або тих, з ким ця особа контактує, або певної речі чи місця у публічно доступних місцях може проводитися візуальне спостереження за зазначеними об'єктами або візуальне спостереження з використанням відеозапису, фотографування, спеціальних технічних засобів для спостереження.

#### Аудіо-, відеоконтроль місця
Аудіо-, відеоконтроль місця може здійснюватися під час досудового розслідування тяжкого або особливо тяжкого злочину і полягає у здійсненні прихованої фіксації відомостей за допомогою аудіо-, відеозапису всередині публічно доступних місць, без відома їх власника, володільця або присутніх у цьому місці осіб.

#### Контроль за вчиненням злочину
Контроль за вчиненням злочину може здійснюватися у випадках наявності достатніх підстав вважати, що готується вчинення або вчиняється тяжкий чи особливо тяжкий злочин, та проводиться в таких формах:
1. контрольована поставка;
2. контрольована та оперативна закупка;
3. спеціальний слідчий експеримент;
4. імітування обстановки злочину.

#### Виконання спеціального завдання з розкриття злочинної діяльності організованої групи чи злочинної організації
Під час досудового розслідування тяжких або особливо тяжких злочинів можуть бути отримані відомості, речі і документи, які мають значення для досудового розслідування, особою, яка відповідно до закону виконує спеціальне завдання, беручи участь в організованій групі чи злочинній організації, або є учасником зазначеної групи чи організації, який на конфіденційній основі співпрацює з органами досудового розслідування.

#### Негласне отримання зразків, необхідних для порівняльного дослідження (експертизи)
Негласне отримання зразків для порівняльного дослідження може бути здійснене лише у випадку, якщо їх отримання у звичайному (відкритому) порядку неможливе без завдання значної шкоди для кримінального провадження.

#### Використання конфіденційного співробітництва
Під час проведення негласних слідчих (розшукових) дій слідчий має право використовувати інформацію, отриману внаслідок конфіденційного співробітництва з іншими особами, або залучати цих осіб до проведення негласних слідчих (розшукових) дій у випадках, передбачених КПК.
Забороняється залучати до конфіденційного співробітництва під час проведення негласних слідчих дій адвокатів, нотаріусів, медичних працівників, священнослужителів, журналістів, якщо таке співробітництво буде пов'язане з розкриттям конфіденційної інформації професійного характеру.